# A cantar con Xabarín
A Cantar con Xabarín es una serie de 5 CD con canciones grabadas por grupos españoles, portugueses y africanos para el programa de televisión Xabarín Club de TVG.
La serie fue recopilada en los volúmenes VI y VII, un CD con 23 temas y un DVD con 48 videoclips.

## Canciones del volumen VI
1. Volver a casa por Nadal - Xabarín & Xababanda (Manuel M. Romón / Pablo Novoa)
2. Porco Superstar - Xabarín & Xababanda (Nicolás Pastoriza, Pablo Novoa)
3. Xabaguai - Xabarín, Manquiña & Siniestro Total (Manolo Romón, Siniestro total)
4. Xabarín, xa te vin - Yellow Pixoliñas (Tico/Javier/Frankie)
5. Quero xamón! - Miguel Costas & Aerolíneas Federales (Miguel Costas)
6. Xa ven o Xabarín - Os Diplomáticos de Monte-Alto (Xurxo Souto)
7. Xabarín, Xabarín - La Marabunta (Ricardo Moreno / La Marabunta)
8. Spiderman - The Killer Barbies (Silvia García Pintos / Antonio Domínguez Lourido)
9. Inmersión - La Marabunta
10. Xabarín nas ondas do mar - Los Limones (Santi Fernández / Los Limones)
11. Chula gaiteira - Os Gaiteiros de Lisboa (C. M. Ramos Guerreiro / Manuel Outeiriño)
12. Non teño diñeiro - Aerolíneas Federales (Silvino Díaz)
13. O porquiño - Heredeiros da Crus (A. Ageitos / A. Novo)
14. Vimos do Monte - Apanda rapaz (Víctor Aparicio Abundancia / Pedro Barceló)
15. O home da bicicleta - Yellow Pixoliñas (Tico)
16. O ghai-ghai - Chouteira (Tradicional; arreglos de A. Moldes, O. Giráldez, X. Rodríguez)
17. Loba, lava, luva - Nación Reixa
18. Morcego - La Marabunta (Ricardo Moreno / La Marabunta)
19. O que ten cu, ten medo - Siniestro Total
20. Enamorei a Frankestein - The Killer Barbies (Silvia García Pintos / Antonio Domínguez)
21. Androide - La Marabunta (Nicolás Pastoriza / La Marabunta)
22. Telexornal - (Yellow Pixoliñas, arreglos de Pablo Novoa y Nicolás Pastoriza)
23. Xabasurf - Xabarín & Xababanda (Nicolás Pastoriza, Pablo Novoa)

## Videoclips del volumen VII
1. Porco sen codificar - Xabarín & Xababanda (Yellow Pixoliñas, arreglos de Nicolás Pastoriza y Pablo Novoa); clip de Miguelanxo Prado.
2. Somos do clube da galega (Julián Hernández / Mariano Lozano / Manuel M. Romón); clip de Víctor Luna.
3. Satélite Xabarín - La Marabunta (Nicolás Pastoriza/La Marabunta)
4. Non todo é o que parece - Aerolíneas Federales (Luis Santamarina)
5. Onde vas rapaz? - Siniestro Total
6. Socio, busca un socio - <O Vello Almorth> (Alberto L. Torrado); clip de Víctor Luna.
7. Íscalle lura - Heredeiros da Crus (Antonio Novo Suárez <Tuchiño>)
8. Pode ser - Víctor Coyote (Víctor Aparicio Abundancia)
9. Oda ó futbolín - Os Diplomáticos de Monte Alto (Xurxo Souto)
10. A vida no fuciño - Nación Reixa (Antón Reixa / Kaki Arkarazo)
11. Just girls - As Amarguinhas (Mª Cristina Braga da Cruz, João Antonio Días Martíns)
12. Non me amoles - Pussycats
13. Astro da bóla - Despe e Siga
14. Táse ben na radio - Kussondulola (Janelo da Costa)
15. O sacaúntos - Berrogüetto
16. As fadas que te faden - Uxía (Nacho Muñoz / Uxía Senlle)
17. Non podo parar - As Incríbles Páncreas (Luis Santamarina / Silvino Díaz)
18. Aí ven ela - Sitiados (João Aguardela)
19. Bo Nadal no Reino Animal - Xabarín, Víctor Coyote (Nicolás Pastoriza /Pablo Novoa)
20. Nunca vai medrar - Ánxeles Lago, "Leni" Pérez & Xababanda (Nicolás Pastoriza /Pablo Novoa)
21. Hoxe son un punk - Siniestro Total; clip de Mikel Clemente.
22. Capitán Araña - Def Con Dos (César Strawberry / Jesús Arispont)
23. Hª de Carmiña Vacaloura e Pepiño Grilo - O Mestre Reverendo e maila súa Orquestra Antabús (Julián Hernández, Ángel Muñoz Alonso); clip de Víctor Coyote.
24. Ei, Xabarín - <O Vello Almorth> (Alberto Torrado); clip de Mikel Clemente.
25. Superhéroe - Blood Filloas (Luís M. Calvo / Daniel Alonso aka Boy Elliott); clip de Carlos Alberto Alonso.
26. Estou na lavadora - O Caimán do Río Tea (Rafael Martínez)
27. Pero que ghallo é! - Heredeiros da Crus (A. Novo "Tuchiño")
28. A vida dentro dun pin - Nación Reixa (Antón Reixa / Kaki Arkarazo)
29. Os galisans - Korosi Dansas; clip de Paco Rañal.
30. O sancristán de Basán - Os Rastreros (Marcos Sánchez / J. C. Gómez)
31. Fixémola boa - Rebelde Rojito
32. Pistón - Tasmanian Devils (López / Muñoz / Díaz / Martínez); clip de Mikel Clemente.
33. Prefiro bailar Twist - Manuel Manquiña (Manuel Manquiña / M. A. López)
34. 100% animal - Víctor Coyote (Víctor Aparicio Abundancia)
35. Que calor - Aerolíneas Federales (Luis Santamarina / Silvino Díaz)
36. Ven a bailar - O Caimán do río Tea (rafael Martínez)
37. Os novos non deben namorarse - Mestre Reverendo e maila orquestra Antabús (Julián Hernández /Ángel Muñoz-Alonso)
38. Videoclip - As Amarguinhas (Mª Cristina Braga da Cruz, João Antonio Días Martíns)
39. A invención do canto - Rui Veloso (Carlos Tê / Rui Veloso)
40. Naquel bar - Xutos e Pontapés
41. Lúa nacente - Vitorino
42. Xuntos e revoltos - Korosi Dansas
43. Canción da Dornadelta - Xurxo Romero, María Rodríguez & Siniestro Total (Manuel M. Romón / Julián Hernández)
44. O baile xa comezou - Xabarín, Siniestro Total, X. M. Budiño, Óscar Fernández, Chelo Díaz, Alfonso Franco y Paz Antón (Manuel M. Romón / Julián Hernández)
45. Dabondópole - O Mestre Reverendo e maila orquestra Antabús & Ezequiel Orol (Manuel M. Romón / Ángel Muñoz-Alonso)
46. O leite mola - Xabarín & Xababanda (Manuel M. Romón / Julián Hernández); clip de Miguelanxo Prado.
47. Vai sendo hora de ir para casa (Julián Hernández / Mariano Lozano / Manuel M. Romón); clip de Víctor Luna.

- Datos: Q8183480